# Philipp Friedrich Theodor Adolph von Feldmann
Philipp Friedrich Theodor Adolph von Feldmann (* 12. August 1828 in Hamburg; † 8. Februar 1894 in Hannover) war Hamburger Hauptmann, später preußischer Generalmajor und zuletzt Kommandeur des 21. Infanterieregiments. Er wurde 1871 nobilitiert.

## Leben

### Herkunft
Seine Eltern waren der Kaufmann Berthold Christian Feldmann († 20. August 1866) und dessen Ehefrau Marianna Wilhelmine, geborene Introzzi († 24. September 1869).

### Werdegang
Er erhielt seine Schulbildung auf der Realschule in Hamburg und dann auf der Brigade-Militärschule in Oldenburg. Anschließend ging er als Volontär in hamburgische Dienste, in der oldenburgisch-hanseatischen Brigade. Dort wurde er am 13. Oktober 1844 zum Portepeefähnrich und am 30. September 1847 zum Seconde-Lieutenant befördert. Mit der Einheit nahm er 1848 am ersten schleswigschen Krieg teil. Er wechselte am 4. August 1850 dann in schleswig-holsteinische Diensten und kehrte nach Auflösung der Armee am 15. März 1851 in hamburgische Dienst zurück. Dort stieg er am 12. März 1853 zum Premier-Lieutenant auf und wurde am 7. April 1847 Hauptmann und Kompaniechef. Während des Deutschen Krieges von 1866 kämpfte er auf preußischer Seite bei der Mainarmee. Nach der Militärkonvention zwischen Hamburg und Preußen, kam Feldmann am 25. September 1867 in die preußische Armee. Dort erhielt er ein Patent als Hauptmann mit Datum zum 7. April 1857 und wurde in das Garde-Füsilierregiment aggregiert. Er stieg am 22. März 1868 zum Major auf und war vom 15. Juni 1869 bis zum 23. Juni 1869 zum Ersatzgeschäft im Bezirk der 15. Infanteriebrigade abkommandiert. In der Zeit wurde er am 18. Juni 1869 zum Kommandeur des I. Bataillons des Garde-Füsilierregiments ernannt.
Während des Deutsch-Französischen Krieges kämpfte er bei Gravelotte, Beaumont und Sedan sowie der Belagerung von Paris. Dafür erhielt er am 4. September 1870 das Eiserne Kreuz II. Klasse und am 8. April 1871 das Eiserne Kreuz I. Klasse.
Nach dem Krieg wurde er am 16. Juni 1871 für den vor dem Feind bewiesenen Tapferkeit in den erblichen preußischen Adelsstand erhoben. Am 22. März 1873 zum Oberstleutnant befördert, wurde er am 2. Juni 1875 mit der Führung des 21. Infanterieregiments beauftragt und dazu à la suite des Regiments gestellt. Am 4. Januar 1875 wurde er als Kommandeur bestätigt und am 22. März 1876 zum Oberst befördert. Er bekam am Kronen-Orden II. Klasse und wurde am 16. Juni 1881 mit der Uniform des 21. Infanterieregiments zu den Offizieren der Armee versetzt. Von dort wurde er am 4. Mai 1882 mit dem Charakter als Generalmajor und Pension zur Disposition gestellt.

### Familie
Feldmann heiratete am 15. Mai 1862 in Hamburg-St. Georg Jenny Lührsen (* 6. September 1841; † 23. Dezember 1917) verwitwete Schöler, eine Tochter des Gustav Lührsen. Das Paar hatte mehrere Kinder:
- Adolf (* 9. März 1863), Kaufmann in Amerika ⚭ Irma Meinicke (* 4. Januar 1866)
- Max (* 12. Juli 1864; † 30. Januar 1909), Major ⚭ 1894 Anna Bertha Marie von Heister (* 15. April 1868)
- Jenny (* 19. September 1867)
- Hans (* 7. November 1868; † 10. Juli 1940), Generalleutnant ⚭ 1896 Klara Auguste Emilie Nolte (* 5. November 1873)
- Anna (1870–1870)
- Otto (* 6. August 1873; † 20. Mai 1945), Oberstleutnant i. G.,Reichstagsabgeordneter ⚭ 1899 Alwine Elisabeth Bertha Nolte (* 12. August 1878)